# Johann Martin Lappenberg
Johann Martin Lappenberg (født 30 juli 1794 i Hamborg, død 28 november 1865) var en tysk historiker.
Lappenberg indtrådte i 1820 i tjeneste som sendebud ved det preussiske hof og var i perioden 1823-63 hamburgsenatets arkivar (han genfandt det hamburgske Domkapitels arkiv, hvilket ansås for forsvundet). Han udviklede en livlig forfattervirksomhed, frem for alt med fokus på ældre nordeuropæisk, især nordtysk, historie. De vigtigste af hans arbejder er den af Georg Friedrich Sartorius påbegyndte og af Lappenberg afsluttede Urkundliche Geschichte des Ursprungs der deutschen Hanse (1830), til hvilken adskillige specialundersøgelser hører, Hamburger Rechtsallerthümer (1845), Urkundliche Geschichte des hansischen Stahlhofs zu London (1851) m.fl., en serie afhandlinger i "Zeitschrift des Vereins für Hamburger Geschichte" (1841-51) samt Hamburger Urkundenbuch (1842) og Hamburger Chroniken (1852-61). Derudover var han aktiv som udgiver af kildeskrifter, såvel på egen hånd som i Georg Heinrich Pertz "Monumenta Germaniæ historica" (1826 og senere), hvor han blandt andet publicerede Dietmar af Merseburgs krønike. Mest kendt i den lærde verden blev Lappenberg gennem Geschichte von England (I-II, 1834-37; omfatter tiden indtil den normandiske erobring).